# Rhingia brachyrrhyncha
Rhingia brachyrrhyncha är en tvåvingeart som beskrevs av Huo, Ren och Zheng 2007. Rhingia brachyrrhyncha ingår i släktet näbblomflugor, och familjen blomflugor. Inga underarter finns listade i Catalogue of Life.